# Trichoplusia ignescens
Trichoplusia ignescens är en fjärilsart som beskrevs av Claude Dufay 1968. Trichoplusia ignescens ingår i släktet Trichoplusia och familjen nattflyn. Inga underarter finns listade i Catalogue of Life.